# Александърс Колинко
Александърс Колинко (често се среща и като Александър Колинко) е бивш латвийски футболен вратар. От 2015 г. е треньор на Спартак (Юрмала).

## Кариера
Започва кариерата си в школата на Сконто Рига, но е пратен да се обиграва в сателитните отбори Интерсконто и Сконто-Мелатс. През 1996 е върнат в Сконто и въпреки че не е твърд титуляр през 1997 е повикан в националния отбор на Латвия. Със Сконто Колинко става 6 пъти шампион на страната. През 2000 е трансфериран в Кристъл Палас за 600 000 паунда, заедно със съотборника си Андрейс Рубинс. Първоначално латвиецът е първи избор на вратата, но играе неуверено. Треньорът Тревор Франсис го оставя на пейката за сметка на Мат Кларк. В мачът с Бредфорд Колинко е резерва, но получава удар с парцал от треньорът, защото се е усмихнал при гол за Бредфорд. В резултат на това вратарят подава жалба в полицията и разваля отношенията си с Франсис. По време на зимния трансферен прозорец получава оферта от Спартак Москва, но клубът отхвърля и го задържа до края на сезона. През лятото на 2003 преминава във ФК Ростов, като става титулярен вратар. На следващата година Колинко участва с Латвия на Евро 2004, играеки и в трите мача. Успява да запази вратата си суха в мачът срещу Германия. В началото на 2005 преминава в Рубин Казан. Първоначално договорът му е за 2 години, но впоследствие е удължен до 2009. През 2006 Колинко е избран за футболист на годината в Латвия. В 2008, с привличането на Сергей Рижиков, латвиецът се оказва ненужен и е изключен от отбора и пуснат в трансферната листа. През траснферния прозорец Александърс не успява да си намери клуб и остава свободен агент. През март 2009 подписва 3 месечен доовор с Олимп Рига, за който изиграва 6 мача. През май 2009 преминава в Динамо Букурещ за 1 месец. Преди началото на сезон 2009/10 подписва с Вентспилс, а през август 2010 преминава в Спартак (Налчик), като помага на отбора да се спаси от изпадане. На 18 февруари 2011 подписва договор за година и половина с отборът от ФНЛ Балтика. Преди началото на сезон 2013/14 се съгласява на понижение на заплатата, за да остане в клуба.